# Elettorato di Baden
L'Elettorato di Baden fu uno Stato tedesco esistito dal 1803 al 1806. Esso venne derivato direttamente dall'antico Margraviato del Baden ed ebbe come unico reggente Carlo Federico di Baden.

## Storia

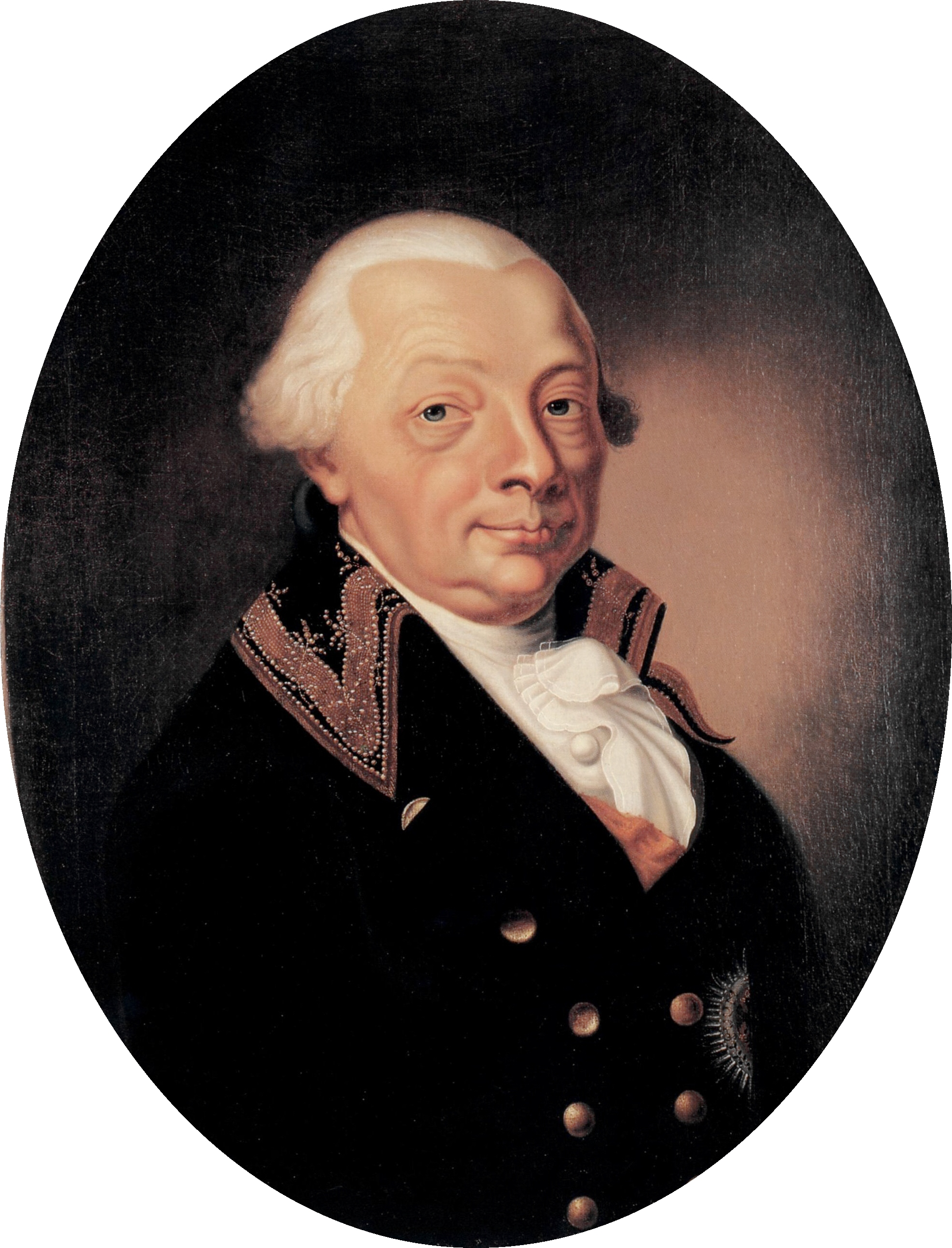
Carlo Federico, primo e unico Elettore di Baden in un ritratto del 1806

Nel 1771, alla morte di Augusto Giorgio di Baden-Baden, Carlo Federico di Baden-Durlach aveva riunito tutti i domini della casata dando origine al Margraviato del Baden, unificando così l'Alto ed il Basso Baden in un solo dominio.
Allo scoppio della Rivoluzione francese, il Baden decise di schierarsi con l'esercito napoleonico; quando nel 1803 la Francia invase la riva destra del Reno, lo Stato ne beneficiò fin dall'inizio annettendosi il territorio dell'ex vescovato di Costanza, parte del vescovato di Basilea, Strasburgo e Spira, Bretten, Heidelberg, Ladenburg e Mannheim, l'abbazia di Odenheim, quella di Frauenalb, Schwarzenbach, Lichental, Gengenbach, Ettenheim, Peterhausen e le città imperiali di Offenburg, Gengenbach, Überlingen e Pfullendorf per un totale di 3.500 chilometri quadrati di acquisizioni e una popolazione in più di 240.000 abitanti. A questo punto, il margravio di Baden ottenne il titolo di principe-elettore ed il suo stato divenne un elettorato del Sacro Romano Impero.
Il nuovo elettorato dal 1805 comprese anche la Brisgovia, Friburgo, Ortenau, il monastero di San Biagio, la contea di Bonn e la città di Costanza ingrandendosi per altri 2530 chilometri quadrati ed incorporando 160.000 abitanti. Il 12 luglio 1806 Carlo Federico di Baden aderì alla Confederazione del Reno e venne ricompensato da Napoleone Bonaparte con l'elevazione al titolo di Granduca pur mantenendo piena sovranità sui suoi territori.

### Elettori di Baden
- 1803-1806: Carlo Federico